# 良四世
聖良四世（拉丁語：Sanctus Leo PP. IV）；790年—855年7月17日於847年5月10日至855年7月17日出任教宗。

## 事蹟
良四世當選教宗後立即進行了羅馬的加固工程，還制定用粗鐵鍊封鎖台伯河的戰術，向神聖羅馬帝國請求組織軍隊來抵抗伊斯蘭教的勢力，並召見拿坡里、加埃塔與阿馬爾菲的代表商議如何對抗伊斯蘭教的軍隊，最終決定以海戰對決；848年良四世親赴奧斯提亞住下並奧斯提亞海戰勝利後讓俘虜建造環繞梵蒂岡的城牆，即「良內牆」（Mura Leonina）。

## 譯名列表
- 良四世：天主教香港教區禮儀委員會：禧年專頁 （页面存档备份，存于）、香港天主教教區檔案　歷任教宗作良。
- 利奧四世：《大英簡明百科知識庫》2005年版[永久]作利奧。
- 利奧四世、列奧四世或萊奧四世：《世界人名翻譯大辭典》1993年版作利奧。
- 雷歐四世：國立編譯舘[永久]作雷歐。